# 达里奥·马尔科林
达里奥·马尔科林（義大利語：Dario Marcolin，1971年10月28日—），意大利男子足球运动员，司职中场。他曾代表意大利国奥队参加1992年夏季奥林匹克运动会足球比赛，获得第七名。